# أنديرس ديه (طبيب)
أنديرس ديه (بالنرويجية البوكمول: Anders Daae)‏ هو طبيب نرويجي، ولد في 27 سبتمبر 1852، وتوفي في 14 يونيو 1924 بسبب السكري.